# Marita Böhme

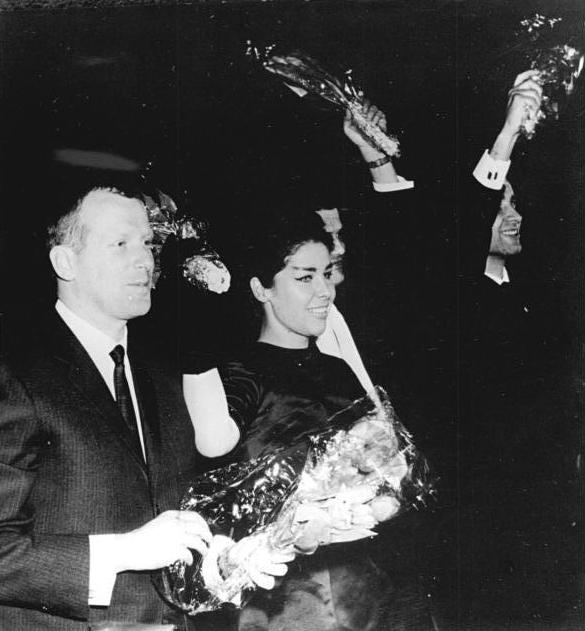
Marita Böhme 1963 mit Wolfgang Kohlhaase in Sofia auf der DDR-Filmwoche

Marita Böhme (* 7. Mai 1939 in Dresden) ist eine ehemalige deutsche Schauspielerin und Musicaldarstellerin.

## Leben
Marita Böhme, Tochter eines Malermeisters und einer Hausfrau, wuchs mit ihrem älteren Bruder und zwei jüngeren Schwestern in Dresden-Klotzsche auf. Nach Schulabschluss begann sie zunächst eine Ausbildung zur Vorschulerzieherin und arbeitete in einem Kindergarten in Königs Wusterhausen. Parallel bereitete sie sich auf die Aufnahmeprüfung für die Schauspielschule vor. Von 1958 bis 1961 absolvierte sie an der Staatlichen Schauspielschule Berlin ihre Schauspielausbildung.
Marita Böhme zog sich 2004 ins Privatleben zurück und lebt abwechselnd in Dresden-Blasewitz und Dresden-Striesen. Sie war mit Peter Glatte (1936–2008), dem Konzertmeister der Semperoper Dresden, verheiratet. Aus der Ehe entstammen zwei Kinder, darunter die Sopranistin Jessica Glatte (* 1973).

## Karriere

### Theater
1959, noch während ihrer Studienzeit, erhielt sie einen Gastvertrag an der Volksbühne Berlin und spielte dort unter anderem neben Rolf Ludwig als Ariana in William Shakespeares Komödie der Irrungen. Nach Abschluss ihrer Schauspielausbildung war sie am Landestheater Parchim beschäftigt. Dort war sie in Bühneninszenierungen wie Gerhart Hauptmanns Der Biberpelz und Ibsens Gespenster spielte. Ein weiteres Engagement folgte an der Staatsoperette Dresden als Musicaldarstellerin in Bel Ami (1962) und von 1965 bis 1978 in mehr als 400 Aufführungen als Eliza Doolittle in George Bernard Shaws My Fair Lady mit Peter Herden als Professor Higgins. Von 1966 bis 1970 war sie am Maxim-Gorki-Theater in Berlin engagiert, wo sie unter anderem als Miranda in Max Frischs Don Juan oder Die Liebe zur Geometrie (Premiere: 25. November 1966, Regie: Wolfram Krempel) und als Henrik Ibsens Nora oder Ein Puppenheim (Premiere: 24. Februar 1967; Regie: Ottofritz Gaillard) zu sehen war. Ab 1970 gehörte Böhme bis zu ihrem Rückzug aus dem Schauspielgeschäft im Jahr 2004 zum Ensemble des Staatsschauspiel Dresden.

### Film und Fernsehen
Ihr Filmdebüt gab Böhme 1961 in Ralf Kirstens Gegenwartskomödie Auf der Sonnenseite an der Seite von Manfred Krug in der Hauptrolle der adretten und resoluten Ottilie Zinn. Martin Hellberg besetzte sie im Folgejahr die Titelrolle in der Gotthold-Ephraim-Lessing-Verfilmung Minna von Barnhelm oder Das Soldatenglück. Durch den Erfolg dieser Rolle wurde sie Mitglied des Schauspielerensembles der DEFA-Studios für Spielfilme. In den folgenden Jahren verkörperte sie bei einer Vielzahl von Produktionen der DEFA und des DFF meist selbstbewusste, emanzipierte Frauen der Gegenwart und schuf ein realitätsnahes Abbild der Frau im Alltagsleben der DDR. Frank Beyer engagierte sie 1963 neben Erwin Geschonneck als Karla für dessen Filmkomödie Karbid und Sauerampfer. Ebenso konnte sie ihr komödiantisches Talent an der Seite von Rolf Herricht auf der Kinoleinwand in den Filmen Der Reserveheld (1965) und Der Mann, der nach der Oma kam (1972) zeigen. 1969 übernahm sie in Kurt Jung-Alsens Androklus und der Löwe neben Herbert Köfer und Stefan Lisewski die Rolle der römischen Megära. In Spielfilmen wie Lots Weib (1965), Leben zu zweit (1968) und Das Versteck (1978) setzte sie sich in ihren Rollen mit althergebrachten Frauenklischees auseinander. In dem sechsteiligen Fernsehfilm Sachsens Glanz und Preußens Gloria verkörperte sie 1985 die Rolle der italienischen Opernsängerin Faustina Bordoni. Auch in Kinder- und Jugendproduktionen spielte sie mit, so 1988 als eine der Hofdamen in dem DEFA-Märchenfilm Der Eisenhans.
Im wiedervereinigten Deutschland konnte Böhme nahtlos an ihre Laufbahn in der DDR anknüpfen. Bekannt wurde sie dem gesamtdeutschen Publikum an der Seite von Jaecki Schwarz als Edith Reger in der Rolle der Regisseurin der halleschen Oper und Lebensgefährtin des Kommissars Herbert Schmücke, die sie von 1996 bis 2005 in 23 Folgen spielte. Ihre letzte Rolle vor der Kamera hatte Böhme in der im Juli 2005 erstgesendeten Episode ...Vater sein dagegen sehr der ARD-Krankenhausserie In aller Freundschaft als Ruth Zarenthin, deren Tochter Frauke Winkler (Fiona Coors) einen Unfall als Rollstuhlfahrerin hatte.

## Filmografie

### Kino
- 1961: Auf der Sonnenseite
- 1962: Mord ohne Sühne
- 1962: … und deine Liebe auch
- 1962: Minna von Barnhelm oder Das Soldatenglück
- 1962: Der Kinnhaken
- 1962: Das Stacheltier: Man lernt nie aus (Kurzfilm)
- 1962: Beschreibung eines Sommers
- 1963: Karbid und Sauerampfer
- 1963: Das Stacheltier: Pfui Teufelchen! (Kurzfilm)
- 1965/1990: Wenn du groß bist, lieber Adam
- 1965: Der Reserveheld
- 1965: Lots Weib
- 1966: Flucht ins Schweigen
- 1968: Leben zu zweit
- 1969: Gospodin Nikoy
- 1970: Kalender einer Ehe (Kurzfilm)
- 1970: Weil ich dich liebe …
- 1972: Der Mann, der nach der Oma kam
- 1972: Der kleine Kommandeur
- 1976: Beethoven – Tage aus einem Leben
- 1978: Das Versteck
- 1981: Asta, mein Engelchen
- 1983: Verzeihung, sehen Sie Fußball?
- 1985: Ab heute erwachsen
- 1988: Der Eisenhans
- 1989: Die große Reise der alten Schildkröte (Stimme)

### Fernsehen
- 1962: Was halten Sie von Musik
- 1963: Ein Mann und sein Schatten
- 1965: Poker zu dritt
- 1967: Laurencia
- 1967: Kinder der Sonne
- 1968: Kriminalfälle ohne Beispiel: Die Dominas-Bande (Fernsehreihe)
- 1969: Ihr letztes Rendezvous
- 1969: Androklus und der Löwe
- 1971: Angebot aus Schenectady
- 1973: Polizeiruf 110: Freitag gegen Mitternacht
- 1974: Visa für Ocantros
- 1978: Gefährliche Fahndung (Fernsehserie, Folge: Z-Zwei)
- 1978: Polizeiruf 110: Holzwege
- 1979: Ein Mann und seine Frau
- 1981: Polizeiruf 110: Auftrag per Post
- 1983: Der Bastard (Zweiteiler)
- 1984: Zeitzünder
- 1985: Sachsens Glanz und Preußens Gloria (Sechsteiler, 2 Teile)
- 1987: Der Staatsanwalt hat das Wort: Um jeden Preis (Fernsehreihe)
- 1987: Der Staatsanwalt hat das Wort: Ich werde dich nie verraten
- 1988: Tiere machen Leute (2 Folgen)
- 1990: Der Staatsanwalt hat das Wort: Blonder Tiger, schwarzer Tango
- 1996–2005: Polizeiruf 110 (23 Folgen als Edith Reger) → siehe Schmücke und Schneider
- 1997: Eine Frau nach Maß (Une femme sur mesure)
- 1999: Drei mit Herz (Fernsehserie, Folge: Trip nach Dresden)
- 1999: Wolffs Revier (Fernsehserie, Folge: Der Totschläger)
- 2005: In aller Freundschaft (Fernsehserie, Folge: ...Vater sein dagegen sehr)